# Oxyanion-gat
Het oxyanion-gat (Engels: oxyanion hole) is een gebied in het actieve centrum van een enzym waarin de negatieve lading van een overgangstoestand kan worden gestabiliseerd. De negatieve lading die ontstaat door bijvoorbeeld een gedeprotoneerd zuurstofatoom of alkoxide wordt met behulp van het oxyanion-gat opgeheven, vaak door het in de buurt van een elektropositief heteroatoom te positioneren, bijvoorbeeld de NH-groep van de amidebinding, of bij positief geladen aminozuurresidu's, zoals lysine.
Stabilisatie van de overgangstoestand verlaagt de activeringsenergie die nodig is om de reactie te laten verlopen en bevordert zo de katalyse. Enzymen die meerstapsreacties katalyseren, kunnen meerdere oxyanion-gaten hebben die verschillende overgangstoestanden in de reactie stabiliseren.
Proteasen, zoals chymotrypsine, bevatten een oxyanion-gat om het tetraëdisch tussenproduct te stabiliseren dat gevormd wordt tijdens proteolyse. Het beschermt daarmee het negatief geladen zuurstofatoom van het substraat tegen protonering door water. Daarnaast maakt een oxyanion-gat in bepaalde gevallen de insertie of positionering van een substraat mogelijk, dat anders zou worden geblokkeerd door sterische hindering (zoals bij 2,3-difosfoglyceraat in hemoglobine).